# Mońki (gemeente)
De gemeente Mońki is een stad- en landgemeente in het Poolse woiwodschap Podlachië, in powiat Moniecki.
De zetel van de gemeente is in Mońki.
Op 30 juni 2004 telde de gemeente 15 756 inwoners.

## Oppervlakte gegevens
In 2002 bedroeg de totale oppervlakte van gemeente Mońki 161,56 km², waarvan:
- agrarisch gebied: 79%
- bossen: 13%

De gemeente beslaat 11,69% van de totale oppervlakte van de powiat.

## Demografie
Stand op 30 juni 2004:
| Omschrijving                   | Totaal | Totaal | Vrouwen | Vrouwen | Mannen | Mannen |
| ------------------------------ | ------ | ------ | ------- | ------- | ------ | ------ |
| eenheid                        | aantal | %      | aantal  | %       | aantal | %      |
| inwoners                       | 15 756 | 100    | 7987    | 50,7    | 7769   | 49,3   |
| bevolkingsdichtheid (inw./km²) | 97,5   | 97,5   | 49,4    | 49,4    | 48,1   | 48,1   |

In 2002 bedroeg het gemiddelde inkomen per inwoner 1107,22 zł.

## Administratieve plaatsen (sołectwo)
Boguszewo, Ciesze, Czekołdy, Dudki, Dudki-Kolonia, Dzieżki, Dziękonie, Hornostaje, Hornostaje-Osada, Jaski, Kiślaki, Kołodzież, Konopczyn, Kosiorki, Kropiwnica, Krzeczkowo, Kuczyn, Kulesze, Koleśniki, Lewonie, Łupichy, Magnusze, Masie, Mejły, Moniuszeczki, Oliszki, Ołdaki, Potoczyzna, Przytulanka, Pyzy, Rybaki, Sikory, Sobieski, Świerzbienie, Waśki, Wojszki, Zalesie, Zblutowo, Znoski, Zyburty, Żodzie.

## Aangrenzende gemeenten
Goniądz, Jaświły, Knyszyn, Krypno, Trzcianne